# Бісерть
Бісе́рть (рос. Бисерть) — селище міського типу, центр Бісертського міського округу Свердловської області.
Населення — 10233 особи (2010, 11262 у 2002).